# Лубенський сердюцький кінно-козацький полк
Лубенський Сердюцький кінно-козацький полк (з вересня 1920 — 1-й Лубенський полк імені Максима Залізняка) — кінний полк армії УНР.

## Історія

Григорій Сухін Хорунжий 1-го Лубенського полку імені Максима Залізняка, 1920 рік.

Анатазій Гонта (Бітюков Опанас Полікарпович) командир 1-го кінного полку ім. М. Залізняка Армії УНР.

Створений у липні 1918 урядом гетьмана Павла Скоропадського, з кадрів 8-го гусарського Лубенського полку, українізованого ще у вересні 1917 року. Першим командиром полку був полковник Омелянович-Павленко. 27 червня 1918 року, до складу полку входили: 32 старшини, 4 урядовці, піп, 608 муштрових і 169 немуштрових козаків.

Офіцери Сердюцької дивізії Української Держави: Ліворуч — хорунжий 1-го Сердюцького полку; Праворуч — Військовий старшина Лубенського Сердюцького кінно-козацького полку.

20 листопада Біля Червоного Трактиру внаслідок агітації Лубенський полк під командою підполковника Юрія Отмарштайна перейшов на бік Директорії.
Після переходу кінного дивізіону на сторону УНР, новий командир полку полковник Генштабу Конраді, забрав полковий штандарт і перемістився до Добровольчої армії. Восени 1919 року більша частина полку також перейшла до білих, на сторону 3-го армійського корпусу генерала Я. О. Слащова. Цей полк продовжував службу спочатку у Слащова при відступі в Крим і на Перекопі, потім — у Врангеля, але уже в складі одного зі зведених кінних полків.
В армії УНР також залишилася кінна сотня Лубенського полку, яка потім була об'єднана з 1-ю та 4-ю сотнею другого кінного Переяславського полку. Першим командиром полку був Іван Омелянович-Павленко. 29 січня 1920 полк було перейменовано на другий кінний полк ім. М. Залізняка.
У вересні 1920 року був перейменований на 1-й Лубенський імені Максима Залізняка, який воював аж до конечної поразки військ УНР в 1920 році. Цей полк входив в склад Окремої кінної дивізії, якою командував колишній командир лубенців — генерал-хорунжий Іван Омелянович-Павленко.

## Військовики полку
- Вергелес Микола Мартинович — командир полку листопад 1918 р. до кінця березня 1919 р.
- Гонта Атаназій — командир 1-го Лубенського полку імені Максима Залізняка
- Голуб Андрій — командир 1-го кінного полку імені Максима Залізняка (12 квітня 1920 — 23 липня 1920)
- Отмарштейн Юрій Оттович — командир полку
- Отмарштейн Борис — помічник командира
- Омелянович-Павленко Іван Володимирович
- Поплавський Сергій Владиславович — командир полку
- Силенко-Кравець Порфирій Андрійович — старший ад'ютант
- Сухін Григорій — хорунжий
- Урбанович Микола — поручник полку імені Максима Залізняка

## Відео
- [Архівовано 23 вересня 2014 у Wayback Machine.] Лубенський сердюцький кінно-козачий полк, 1918 р.